# Collegium Germanicum et Hungaricum
El Pontificum Collegium Germanicum et Hungaricum (llamado simplemente Collegium Germanicum), es un colegio pontificio en Roma destinada a la formación y al alojamiento de sacerdotes y seminaristas de lengua alemana. Fundada en 1552 por el cardenal Morone y fue confiada desde el principio a los jesuitas. En 1580 el papa Gregorio XIII lo une al Collegium Hungaricum.  Se ubica desde 1886 en la villa Costanzi (via San Nicola de Tolentino), en Roma, cuenta en 2011 con un centenar de estudiantes. La iglesia de Santo Stefano Rotondo le pertenece.

## Historia

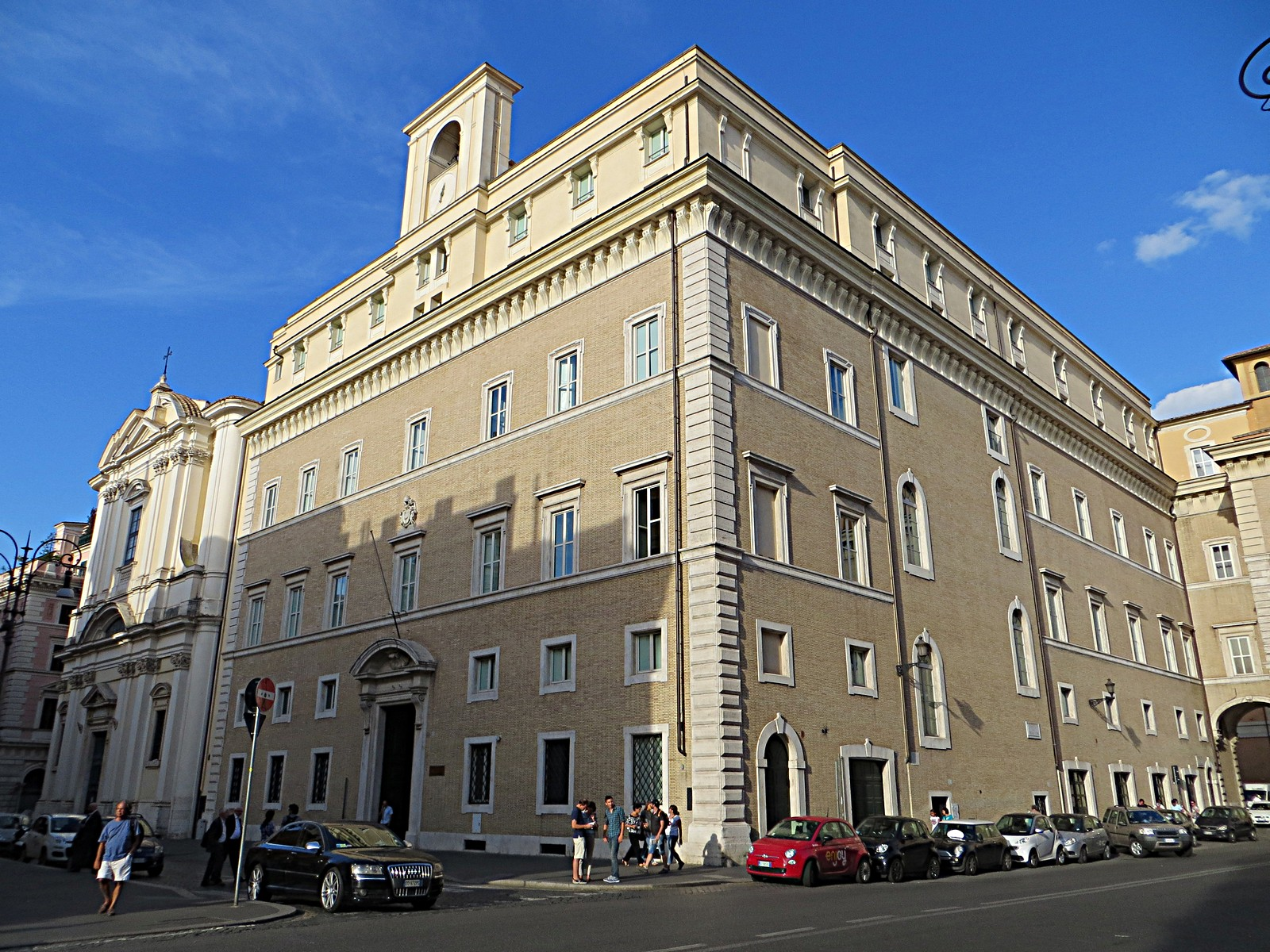
Sede hasta 1798.

El colegio fue fundado el 31 de agosto de 1552 por la bula Dum sollicita de Julio III. El cardenal Giovanni Morone y san Ignacio de Loyola abrieron el colegio el 28 de octubre siguiente. Fue dirigido por el jesuita Pedro de Ribadeneyra. Desde el primer año tuvo de 30 a 40 estudiantes procedentes de Germania Superior, Bohemia, Polonia, Hungría. Se les dio preferencia a los que venían de regiones amenazadas por el progreso del protestantismo. En 1580, el papa Gregorio XIII lo unió al Collegium Hungaricum (colegio húngaro) fundado dos años antes.
Después de la supresión en 1773 de la compañía de Jesús, fue dirigido por el clero diocesano. En 1781, José II prohibió a los sacerdotes y seminaristas del Sacro Imperio Romano Germánico seguir con sus estudios en Roma, y unos años más tarde Roma fue ocupada por las tropas francesas, por lo que el colegio cerró sus puertas en 1798.
No fue hasta veinte años después, en 1818, cuando el papa Pío VII lo reabrió. León XII lo reorganiza en 1824, proporcionándole su marco actual, bajo la dirección de los jesuitas. El colegio se repliega a Innsbruck, al Canisianum, durante la Primera Guerra Mundial a partir de 1915 (fecha de la entrada en guerra del reino de Italia contra los Imperios centrales). Vuelve a Roma en 1919.
Los seminaristas - llamados «germanicos» - continúan sus estudios en la Pontificia Universidad Gregoriana. Las reuniones anuales entre jóvenes y mayores «germanicos» son organizadas regularmente con éxito. Su director actual es el Padre Benedikt Lautenbacher, jesuita, quien tomó la sucesión del Padre Franz Meures, también jesuita, en agosto de 2011.

## Personalidades
Algunos exalumnos han marcado la vida de la Iglesia en su país:
- Tomás Luis de Victoria, músico y sacerdote, natural de Ávila
- Andreas von Jerin (1585-1596), príncipe-arzobispo de Breslau y legado papal, fue un mecenas de las artes y de las ciencias. Reformó las escuelas del principado de Neisse, en Silesia.
- Julius Döpfner (1913-1976)
- Alexander Frison (1875-1937)
- Joseph Höffner (1906-1987)
- Karl Lehmann (1936-2018)
- Aloys Stepinac (1898-1960)